# The Candidate (Lost)
Az epizód 2010. május 4-én került először adásba az amerikai ABC csatornán a sorozat 117. részeként.  Elizabeth Sarnoff és Jim Galasso írta, és Jack Bender rendezte. Az epizód Jack-centrikus.